# Укселесунд
Укселесунд — місто, адміністративний центр комуни Укселесунд, лен Седерманланд, Швеція з 10 870 жителями (2010). Воно розташоване у менш ніж 15 км від Ничепінгу, та формує більш широку агломерацію з близько 50 000 жителями.

## Історія

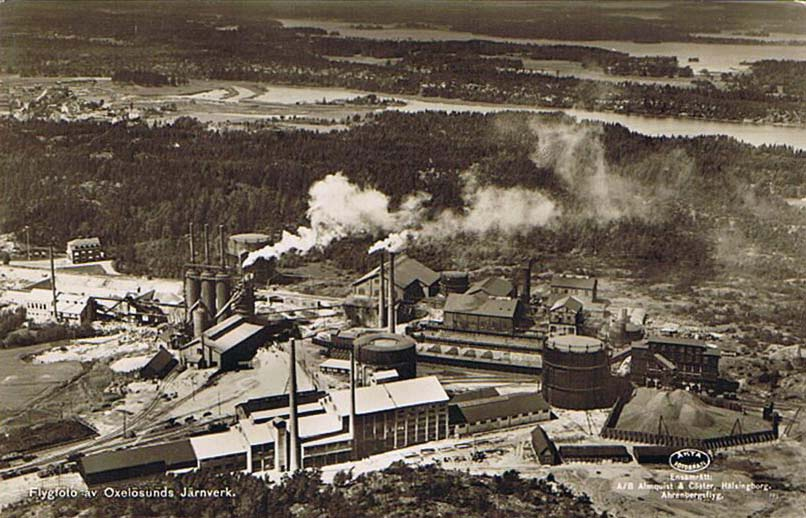
Ранній аерофотознімок металургійного заводу.

Гавань в Укселесунді використовується не менше 500 років. У XIX столітті збільшення видобутку з Бергслагена зробило Укселесунд важливим портом. Місцева залізнична компанія була заснована в 1873 році, і придбала практично весь півострів, який на той час належав до маєтку замку Стянхольм.
У 1913 році був збудований металургійний завод, а громада Укселесунда розширилася.
У 1950 році місто було достатньо розвиненим, щоб отримати статус міста та стати одним з останніх міст, які отримали цей статус. З 1971 року цей статус є застарілим, але Укселесунд є центром комуни з однаковою територією, однією з найменших у країні.
У листопаді 2011 року Укселесунд провів Чемпіонат північних країн серед юнаків до 21 року по підводному регбі.
Батарея Фемере розташована поблизу.

## Клімат
Укселесунд має вологий континентальний клімат, з впливом моря через його положення на кінці півострова.
| Клімат Укселесунда (2002-2016; опади 1961–1990) | Клімат Укселесунда (2002-2016; опади 1961–1990) | Клімат Укселесунда (2002-2016; опади 1961–1990) | Клімат Укселесунда (2002-2016; опади 1961–1990) | Клімат Укселесунда (2002-2016; опади 1961–1990) | Клімат Укселесунда (2002-2016; опади 1961–1990) | Клімат Укселесунда (2002-2016; опади 1961–1990) | Клімат Укселесунда (2002-2016; опади 1961–1990) | Клімат Укселесунда (2002-2016; опади 1961–1990) | Клімат Укселесунда (2002-2016; опади 1961–1990) | Клімат Укселесунда (2002-2016; опади 1961–1990) | Клімат Укселесунда (2002-2016; опади 1961–1990) | Клімат Укселесунда (2002-2016; опади 1961–1990) | Клімат Укселесунда (2002-2016; опади 1961–1990) |
| Показник                                        | Січ.                                            | Лют.                                            | Бер.                                            | Квіт.                                           | Трав.                                           | Черв.                                           | Лип.                                            | Серп.                                           | Вер.                                            | Жовт.                                           | Лист.                                           | Груд.                                           | Рік                                             |
| Середній максимум, °C                           | 1,1                                             | 1,6                                             | 5,3                                             | 10,3                                            | 15,0                                            | 19,4                                            | 22,3                                            | 21,4                                            | 17,2                                            | 10,7                                            | 6,1                                             | 3,1                                             | 11,1                                            |
| Середня температура, °C                         | −1,1                                            | −0,8                                            | 1,8                                             | 6,3                                             | 11,1                                            | 15,4                                            | 18,5                                            | 17,8                                            | 13,6                                            | 8,0                                             | 4,0                                             | 0,9                                             | 7,9                                             |
| Середній мінімум, °C                            | −3,3                                            | −3,2                                            | −1,7                                            | 2,3                                             | 7,2                                             | 11,5                                            | 14,8                                            | 14,2                                            | 10,1                                            | 5,2                                             | 1,8                                             | −1,3                                            | 4,8                                             |
| Норма опадів, мм                                | 34.4                                            | 25.7                                            | 27.0                                            | 28.7                                            | 32.3                                            | 42.6                                            | 54.2                                            | 55.5                                            | 53.2                                            | 45.4                                            | 52.1                                            | 40.1                                            | 494.0                                           |
| ----------------------------------------------- | ----------------------------------------------- | ----------------------------------------------- | ----------------------------------------------- | ----------------------------------------------- | ----------------------------------------------- | ----------------------------------------------- | ----------------------------------------------- | ----------------------------------------------- | ----------------------------------------------- | ----------------------------------------------- | ----------------------------------------------- | ----------------------------------------------- | ----------------------------------------------- |